# Věznice Vinařice
Věznice Vinařice je nápravné zařízení, které stojí nedaleko středočeské obce Vinařice v okresu Kladno. Je profilována jako věznice s ostrahou a s dozorem, je zde speciální oddělení pro mentálně retardované odsouzené a oddělení bezdrogové zóny. Celková kapacita je 890 vězňů, kteří jsou umístěni celkem ve 23 oddílech o 160 ložnicích. V průměru jsou ubytováni po šesti odsouzených na jedné ložnici. Ve věznici je celkem 350 pracovních míst, z toho je 212 určeno pro příslušníky Vězeňské služby.
V těsném sousedství je bývalý černouhelný důl, nyní hornický skanzen Mayrau.

## Historie
V letech 1945–1947 byl ve Vinařicích vybudován tábor válečných zajatců a v letech 1949–1955 sloužily tyto prostory jako tábor nucených prací. Historie věznice se datuje od roku 1955, kdy bylo tajným rozkazem Ministerstva vnitra č. 189/1955 rozhodnuto o zřízení věznice ve Vinařicích. Věznice byla určena pouze pro odsouzené muže ve II. nápravně výchovné skupině.
Mezi roky 1970–1980 prošla původní budova věznice rozsáhlou rekonstrukcí směřující k její modernizaci. Bylo zde umístěno až 2000 vězňů a většina pracovala v přilehlých dolech a těžkém průmyslu. Od 90. let prochází věznice dalšími změnami. V roce 1993 byla otevřena nová budova pro 400 odsouzených.